# Dismorphia amphione lupita
La mariposa tigrilla (Dismorphia amphione subsp. lupita) pertenece a la familia de las mariposas saltarinas Pieridae.

## Descripción
Las antenas son en su mayoría de color negro excepto en el ápice antenal que está desescamado y es de color café oscuro u ocráceo. Los palpos son de color gris claro.  El promedio de la envergadura alar tiende a ser mayor que en las dos subespecies mesoamericanas, las alas anteriores son más alargada, el ápice es notablemente más ganchudo, tanto por el mayor arqueamiento de costa como por la más acentuada concavidad del termen. Los puntos subapicales presentan una mayor tendencia a la fusión, más que en praxinoe, Las manchas postdiscales forman una franja completa que en la mayor parte de los ejemplares es totalmente amarilla. La línea naranja entre el ramo radial y la vena Sc es prácticamente inexistente. La tenue línea basal, entre la vena 2A y el margen posterior, es de color amarillo o naranja pálido.  En las alas posteriores la mancha  amarilla basales más extendida e invade el espacio 2A-3A llegando a tocar la vena 2A y en ocasiones sobrepasándola, la banda anaranjada es más pálida, la franja negra es más amplia, de tal modo que el borde café, que en este caso es más obscuro, rara vez toca la vena Cu1. 
En la Hembra las alas anteriores son más alargadas, el ápice es más ganchudo y puntiagudo. Las manchas postmedianas forman una banda amplia de color amarillo, que rara vez tiene pigmentos naranjas. La línea entre la vena Sc y el ramo radial es café o amarilla. La mancha entre la vena 2A y el margen posterior en la mayor parte de los ejemplares es amarilla y solo en muy pocos es naranja pálido. Las alas posteriores se caracterizan porque la banda clara, en lugar  de ser naranja intenso, es desde un cuarto basal hasta las cuatro quintas partes basales de color amarillo, el resto de la banda es naranja. El borde posterior café rara vez sobrepasa la vena M3 y es de color más oscuro. Las antenas son más oscuras, excepto por una pequeña parte de la maza antenal que es amarilla y el ápice desescamado  es de color café u ocráceo; los palpos son de color gris claro.

## Distribución
Noroeste de México (Nayarit, Jalisco y Colima). Colima (Colima,Quesería, Suchitlán); Jalisco (Chico’s Paradise, La Calera, Mismaloya, Puerto Vallarta, Sur del Río Tomatlán), Nayarit (Compostela, La Bajada, La Yerba Tepetiltle, Lima de Abajo, Mecatán, Palapita, Syngaita y Venustiano Carranza).

## Hábitat
El área de distribución que se ha mencionado de la Nueva Galicia más al norte de  Nayarit y posiblemente el Sur de Sinaloa, solo incluye las comunidades vegetales siguientes: Palmar de Orbignya en su vegetación riparía, Bosque Tropical Subcaducifolio,  y Bosque mesófilo de Montaña. Que se caracterizan por ser las comunidades más húmedas del área, lupita se encuentra solamente desde el nivel del mar hasta los 1000 m s. n. m. en áreas con temperaturas promedio anuales entre 22 y 27 °C y precipitaciones entre 1200 y los 18000 mm. Es más abundante en áreas entre los 600 y los 900 m s. n. m. y sobre todo en sitios de abundancia de Inga ssp.  Se le ha observado en cortejo hacia las 12:00 hrs. y un poco más tarde en copula, sobre el follaje de arbustos o hierbas.

## Estado de conservación
No está enlistada en la NOM-059 y tampoco evaluada en la UICN.